# Авіація (коктейль)
Авіація (англ. Aviation) — коктейль на основі джина, вишневого лікеру Maraschino, фіалкового лікеру Crème de Violette і лимонного соку. Найімовірніше, коктейль має назву через його сріблясто-сірий колір, який нагадує про небо і стрімкий розвиток за часи винаходу коктейлю (початок 20-го століття) авіації. У 1930 році Гаррі Креддок, в своїй книзі рецептів коктейлів «The Savoy Cocktail вook» скасував в рецептурі фіалковий лікер, завдяки чому з'явилася ще одна версія коктейлю «Авіація». Класифікується як коктейль на весь день (англ. All day cocktail). Належить до офіційних напоїв Міжнародної асоціації барменів (IBA), категорія «Незабутні» (англ. The Unforgettables).

## Спосіб приготування
Склад коктейлю «Aviation»:
- джин — 45 мл (4,5 cl),
- лікер Мараскіно — 15 мл (1,5 cl),
- лимонний сік — 15 мл (1,5 cl).